# 豊田隈雄
豊田 隈雄（とよだ くまお、1901年（明治34年）12月13日 - 1995年（平成7年）2月23日）は、日本の海軍軍人。最終階級は海軍大佐。

## 略歴
大分県杵築市出身。旧制大分県立宇佐中学校より海軍兵学校第51期入校。席次は入校時293名中146番、卒業時255名中84番。海軍大学校は首席卒業。
戦後、復員庁第二復員局に勤める。在職中は極東国際軍事裁判の対策に携わる。

## 人物像
日中戦争当時には台湾からの中攻による渡洋爆撃を考案、自ら搭乗してこれを指揮し、金鵄勲章を拝受している。しかしこの時の賞金1万円はついに支払われず、戦後佐藤首相より金杯を受けたのみで、請求権を放棄させられたという。戦場にあっては勇猛果敢な航空参謀、海軍武官補佐官としては、誠実かつ有能な外交官であった。
戦後は、駐独海軍武官で（財）日独協会の副会長だった小島秀雄（兵44）に誘われて、日独協会の常務理事を務め、日独友好に尽力した。また若い人を好み、海軍時代や、東京裁判での経験をフランクに語り、その穏やかな性格と、公平な人柄から協会の青壮年部のメンバーからも人望があったという。裁判対策については、資料収集の他、戦後に海軍の高級将校OB達が行った海軍反省会の場で貴重な証言を多く残した。理由は後世のために海軍が行った良い事も悪い事も残し、教訓とするためだったと言う。また、兵学校において高松宮宣仁親王と同期であったことから、晩年は宣仁親王妃喜久子の嘱託を受けて宣仁親王の日記（『高松宮日記』）の出版事業にも従事していた。

## 年譜
- 1901年（明治34年）12月13日- 大分県速見郡山香町（現在の杵築市）生
- 1920年（大正9年）8月26日- 海軍兵学校入校
- 1923年（大正12年）7月14日- 海軍兵学校卒業 少尉候補生・練習艦「浅間」乗組
  - 8月26日- 練習艦隊近海航海出発
  - 11月6日- 帰着
  - 11月7日- 練習艦隊遠洋航海出発 上海~マニラ~シンガポール~バタヴィア~フリーマントル~メルボルン~ホバート~シドニー~ウェリントン~オークランド~ヌーメア~ラバウル~トラック~パラオ~サイパン方面巡航
- 1924年（大正13年）4月5日- 帰着
  - 12月1日- 任 海軍少尉
- 1926年（大正15年）12月1日- 任 海軍中尉
- 1927年（昭和2年）3月11日- 霞ヶ浦海軍航空隊飛行学校偵察科第5期学生
  - 11月26日- 霞ヶ浦海軍航空隊飛行学校偵察科優等卒業
  - 12月1日- 航空母艦「鳳翔」乗組
- 1928年（昭和3年）12月1日- 任 海軍大尉
- 1929年（昭和4年）12月11日- 霞ヶ浦海軍航空隊飛行教官
- 1934年（昭和9年）11月1日- 海軍大学校甲種第34期学生
- 1936年（昭和11年）11月26日- 海軍大学校甲種卒業 卒業時成績順位30名中首席
- 1940年（昭和15年）11月15日- 在ドイツ日本大使館附海軍駐在武官補佐官
- 1945年（昭和20年）12月6日- 帰国 予備役編入　その後、復員庁第二復員局に勤める
- 1947年（昭和22年） 3月31日- 第二復員局調査部長に就任
- 1995年（平成7年）2月23日- 死去 享年93

## 戦争裁判関係資料の収集
戦後は復員庁第二復員局調査部長から法務省司法法制調査部に移り、参与として同僚の井上忠男元陸軍中佐（梅津美治郎元秘書）と共に1955年から1973年まで元被告、弁護人らから資料収集と聞き取り調査を実施、これを数万ページ、約6000冊の資料として纏めた。長らく非公開のままであり、晩年のインタビューでは「これが早く世に出され、歴史の研究を志すすべての人々が自由に使えるようになるといいと思っています」と語っている。

2000年代に入り法務省から国立公文書館へ資料が移管され公開が始まり、様々な書籍で資料が利用されつつある。

## 主要著述物
- 『戦争裁判余録』（泰生社、1986年）